# Xã Deer Creek, Quận Otter Tail, Minnesota
Xã Deer Creek (tiếng Anh: Deer Creek Township) là một xã thuộc quận Otter Tail, tiểu bang Minnesota, Hoa Kỳ. Năm 2010, dân số của xã này là 344 người.